# Wetterwechsel (Bergbau)
Als Wetterwechsel bezeichnet man im Bergbau den Austausch der verbrauchten Luft gegen frische Wetter in den Grubenbauen. Aber auch die jahreszeitlich bedingte Änderung der Wetterrichtung bezeichnet der Bergmann als Wetterwechsel.

## Luftaustausch
Die Grubenbaue müssen ständig mit frischen Wettern versorgt werden. Hierfür müssen Abwetter, aber auch Böse Wetter, aus den Grubenbauen entfernt werden und durch frische Wetter ersetzt werden. Die Erneuerung der Wetter in den Grubenbauen wird durch den Wetterzug bewirkt. Dieser Wetterzug entsteht entweder auf natürliche Weise oder er wird durch die verschiedenen Wettermaschinen erzeugt. Ein regelmäßiger Wetterwechsel ist erforderlich, damit untertage in allen in Betrieb stehenden Arbeitsplätzen jederzeit genügend atembare Luft für die dort arbeitenden Bergleute vorhanden ist.

## Änderung der Wetterrichtung

Jahreszeitlich bedingter Wetterwechsel

Bei der natürlichen Bewetterung mittels unterschiedlich hoch gelegener Tagesöffnungen kommt es jahreszeitlich bedingt zu einer Umkehrung der Wetterrichtung. Dies macht sich besonders bemerkbar bei einer Kombination aus einem Stollen in Verbindung mit einem Schacht. Wenn das Stollenmundloch tiefer angesetzt ist als die Hängebank, ist die Wetterrichtung im Sommer eine andere als im Winter. Im Sommer strömt die Luft durch den Stollen in das Grubengebäude ein und aus dem Schacht wieder raus, im Winter strömt sie über den Schacht rein und aus dem Stollenmundloch wieder raus. Dies liegt an den Temperaturunterschieden, die zu den verschiedenen Jahreszeiten zwischen Grubentemperatur und Außentemperatur bestehen. Im Grubengebäude herrschen das ganze Jahr über relativ konstante Temperaturen von acht bis zehn Grad Celsius. Im Winter, wenn die Außentemperatur niedrig ist, hat dies zur Folge, dass die warme Luft aus den Grubenbauen durch den Schacht nach oben steigt. Dadurch entsteht im Stollen ein Unterdruck. Durch das Stollenmundloch strömt die kältere Außenluft nach, wird wieder erwärmt und der Vorgang läuft, wenn sich an der Außentemperatur nichts ändert, ununterbrochen so weiter. Wenn im Frühling die Außentemperaturen steigen, ist die Temperatur im Grubengebäude niedriger als die Außentemperatur. Die Abwetter haben nun aufgrund ihrer relativ niedrigen Temperatur ein größeres Gewicht als die Außenluft. Dadurch bedingt strömen nun die schwereren Abwetter aus dem Stollenmundloch heraus.
Verändert sich die Lufttemperatur, kann dies dazu führen, dass der Wetterstrom abnimmt und zeitweilig zum Stillstand kommt. Dieser Wetterstillstand kann, je nach Witterung, Tage bis Wochen andauern. Auch ist es möglich, dass es aufgrund einer veränderten Lufttemperatur zu einem Wetterwechsel kommt. Diesen Wetterwechsel, bei dem die Wetterrichtung anders verläuft als im Normalfall, bezeichnet der Bergmann als verkehrten Wetterwechsel.